# 野村正史
野村 正史（のむら まさふみ、1961年〈昭和36年〉8月24日 - ）は、日本の建設・国土交通官僚。国土交通審議官を務めた。

## 人物・経歴
富山県西礪波郡福光町（現南砺市）出身。金沢大学附属高等学校を経て、1985年3月に東京大学法学部を卒業。国家公務員採用上級甲種試験(法律)に合格して、同年4月建設省に入省。
2017年7月7日、国土交通省国土政策局長に就任。スーパー・メガリージョン構想を進めるなどした。
2018年7月31日、国土交通省土地・建設産業局長に就任。
2019年7月9日、国土交通省大臣官房長に就任し、2020年度予算概算要求の取りまとめにあたるなどした。
2020年7月21日、国土交通審議官に就任。
2021年7月1日、国土交通審議官を退任。

## 年表
基本的な出典
- 1985年
  - 03月：東京大学法学部卒業
  - 04月：建設省入省
- 1991年04月：建設省中部地方建設局総務部人事課長
- 1993年04月：島根県企画振興部土地資源対策課長
- 1995年04月：島根県土木部管理課長
- 1997年04月：建設省大臣官房人事課課長補佐
- 1997年07月：建設省都市局下水道部下水道企画課課長補佐
- 1999年07月：建設省都市局都市政策課建設専門官
- 2001年01月：国土交通省都市・地域整備局まつづくり推進課企画専門官
- 2001年07月：国土交通省大臣官房秘書課企画専門官・総務課事務合理化対策官
- 2002年07月：国土交通省都市・地域整備局総務課企画官
- 2003年07月：国土交通省住宅局住宅専門官
- 2004年07月：国土交通省大臣官房総務課企画官
- 2004年09月：国土交通省大臣官房付（北側一雄国土交通省大臣秘書官事務取扱）
- 2006年09月：国土交通省大臣官房参事官（国土計画局）
- 2007年07月：内閣官房内閣参事官（内閣官房副長官補付）
- 2009年07月14日：国土交通省大臣官房地方課長[12]
- 2010年08月10日：国土交通省大臣官房広報課長[13][14]
- 2011年10月01日：国土交通省土地・建設産業局不動産業課長[15][16][注釈 1]
- 2013年08月01日：国土交通省総合政策局総務課長[17][18]
- 2014年07月08日：国土交通省大臣官房政策評価審議官・大臣官房秘書室長[19][20]
- 2015年07月31日：国土交通省水管理・国土保全局次長[21]
- 2017年07月07日：国土交通省国土政策局長[22]
- 2018年07月31日：国土交通省土地・建設産業局長[23]。
- 2019年07月09日：国土交通省大臣官房長[24]
- 2020年07月21日：国土交通審議官[25]
- 2021年07月01日：辞職[26][11]